# Allmänna Länstidningen för Elfborgs läns städer och landsbygd
Allmänna Länstidningen för Elfborgs läns städer och landsbygd med undertiteln  Veckotidning för allmänna kungörelser, kommunala och kyrkliga meddelanden, affärs- och auktionsannonser, ortsnyheter och folkbildning.
Tidningen kom ut från 1 december 1894 till 24 december 1897. De fem nummer som kom ut i december 1894 var provnummer. Redaktionen fanns i Göteborg. Tidningen var en avläggare till Göteborgs Aftonblad och var konservativ. Allmänna läntidningen gavs ut också i Hallands och Bohus län. Redaktör och utgivare var redaktör Oscar Emil Norén, som den 24 november 1894 fick utgivningsbevis för  tidningen. Utgivningsfrekvensen var en dag i veckan lördagar med 4 sidor i folioformat  med 7 spalter satsyta 68 x 46,8 cm. Prenumerationen kostade 1, 20 kr för helåret 50 öre i kvartalet.
Göteborgs Aftonblads tryckte tidningen med antikva som typsnitt och hade  vinjett och illustrationer tryckta med zinkotypi.